# Mas d'en Vall
El Mas d'en Vall és una masia de Riudecols (Baix Camp) inclosa a l'Inventari del Patrimoni Arquitectònic de Catalunya.

## Descripció
És una antiga masia formada per tot un conjunt d'edificis, la major part d'ells ja enrunats. La part millor conservada presenta obra de paredat, maó i rajola, amb un curiós contrafort en un angle, prop de l'antiga era de batre enrajolada. La porta és bastant ben conservada, d'arc carpanell. A la part ruïnosa hom pot apreciar encara una porta adovellada, originalment de punt rodó, així com diferents habitacions i dependències. Hi ha encara part d'una petita cambra elevada, pintada en blau cel, amb una fornícula que presenta, en relleu de guix, un angelot (ales i cap) d'estil popular.

## Història
La masia és probablement originària del segle xvi, amb reformes del segle xviii. Es troba a la partida del Mas del Pere del Mas (sic). La terra de la finca ocupa 53 Ha, 77a, 40 ca, de les quals la parcel·la en la qual es troba inclosa la masia té 13 Ha, 71 a, 40 ca. Probablement al segle xviii o XIX hom hi bastí un aqüeducte, part dels arcs del qual encara es conserven, per portar aigua a les cases.